# 黄洁 (足球运动员)
黄洁（1989年2月7日—），中国职业足球运动员，主要司职右前卫。
黄洁曾经是U-16国少队和U-19国青队的主力，2006年时被上海联城从上海体育系统中的私立足球学校中签下，次年随着俱乐部合并而来到了上海申花。不过面临申花合并后的人员过剩，黄洁于赛季中期以先租借后转会的形式加盟了长春亚泰，转会费为130万元。黄洁之后逐渐成为队中主力，帮助球队获得了2007年中超联赛冠军。
2010年，黄洁被长春亚泰以租借形式返回上海加盟上海浦东中邦。
2011年，黄洁再次被长春亚泰以租借形式加盟武汉中博。2012年，黄洁出现在了青海森科阵中，报名表上的出生日期变为了2月28日。